# Tawi-Tawi-Waldratte
Die Tawi-Tawi-Waldratte (Rattus tawitawiensis) ist eine Ratte und gehört zu der Unterfamilie der Altweltmäuse (Murinae). Deren Lebensräume befinden sich auf Tawi-Tawi, einer Insel, die zum Sulu-Archipel im äußersten Südwesten der Philippinen gehört. Bis zum Jahr 2005 waren nur drei Tiere gefangen worden.
Die Tawi-Tawi-Waldratte ist eine große Ratte mit einem dunklen braunen Fell und einem kurzen Schwanz. Sie hat verhältnismäßig große Zähne und acht Milchdrüsen.
Von den Entdeckern ist vermutet worden, dass diese Ratte eine starke Ähnlichkeit mit anderen Arten auf südostasiatischen Inseln aufweist, nämlich Rattus stoicus von den Andamanen, Rattus palmarum und Rattus burrus von den Nikobaren, Rattus simalurensis von den Simalur-Inseln, Rattus lugens von den Mentawai-Inseln, Rattus adustus auf Enggano und Rattus hoffmanni auf Sulawesi. Später wurde die Affinität von Rattus hoffmanni mit diesen Arten von den Entdeckern bezweifelt.

## Weblink
- Rattus tawitawiensis in der Roten Liste gefährdeter Arten der IUCN 2016. Eingestellt von: Gerrie, R. & Kennerley, R., 2016. Abgerufen am 10. August 2025.